# 李仲文
李仲文（6世纪?—621年2月27日），隋末唐初政治人物。
西魏八大柱国之一赵国公李弼之孙，真乡郡公李衍之子，是瓦岗军首领李密的堂叔。大业十三年（617年）五月，李渊在晋阳起兵，李渊第三女平阳公主和丈夫柴绍当时在长安，柴绍间道赶赴太原。平阳公主则在鄠县派家僮马三宝游说何潘仁、李仲文、向善志、丘师利等长安西面小股义军，抵抗京师留守军队的剿杀，屡挫其锋，逐渐壮大，九月与李世民所领军队会合。李渊称帝后，李仲文任太常少卿。
武德二年（619年）四月，刘武周派遣宋金刚率兵二万人，联合突厥入侵并州，袭破榆次县和介州。唐高祖派遣李仲文、姜宝谊任行军总管率兵出征，救援并州。两人战败，全军覆没，双双被俘。仲文后逃还，退守浩州，协同浩州剌史刘赡防守城池。刘武周军数次攻击浩州，频战皆败。
武德三年（620年），李仲文和西河公张纶领兵攻打石州的刘季真、刘六兒兄弟，迫使刘季真投降。四月李世民彻底击败刘武周及宋金刚。二人逃往突厥，不久被杀。并州平定，李世民留李仲文镇守并州，刘武周数次派兵入寇，都被李仲文击败，并攻占城堡百馀所。唐高祖下诏李仲文为检校并州总管。六月，突厥处罗可汗至并州，在逗留太原三日期间，城中美妇人多为突厥所掠走，并州总管李仲文不敢制止。
处罗可汗走后，骠骑大将军可朱浑定远向唐高祖举报李仲文与突厥通谋，欲在唐军与洛阳王世充交战时，引胡骑进袭长安。唐高祖派皇太子李建成镇守蒲州防备。又令工部尚书唐俭为并州道安抚大使，前往太原安抚地方，并暂时废除并州总管府，征李仲文入朝。武德四年（621年）二月，唐俭密奏李仲文听信妖僧志觉所言，说李仲文身有五色光，还有金狗护卫。还自称有龙附体，即于汾州置龙游府，又娶陶氏之女，以应桃李之歌。谄事突厥处罗可汗，可汗答应立他为南面可汗，占据河北之地。又在并州贪赃枉法。高祖于是令裴寂、陈叔达、萧瑀等共同审理，事皆有验。二月二十七日（乙巳），李仲文被处死。